# Lijst van voetbalinterlands Bulgarije - Denemarken
Deze lijst van voetbalinterlands is een overzicht van alle officiële voetbalwedstrijden tussen de nationale teams van Bulgarije en Denemarken. De landen speelden tot op heden zestien keer tegen elkaar. De eerste ontmoeting, een vriendschappelijke wedstrijd, werd gespeeld in Kopenhagen op 26 mei 1957. Het laatste duel, eveneens een vriendschappelijke wedstrijd, vond plaats op 7 juni 2016 in Suita (Japan).

## Wedstrijden
| №  | Plaats     | Datum            | Competitie           | Wedstrijd              | Uitslag |
| -- | ---------- | ---------------- | -------------------- | ---------------------- | ------- |
| 1  | Kopenhagen | 26 mei 1957      | Vriendschappelijk    | Denemarken – Bulgarije | 1 – 1   |
| 2  | Sofia      | 6 december 1959  | Vriendschappelijk    | Bulgarije – Denemarken | 2 – 1   |
| 3  | Sofia      | 13 april 1977    | Vriendschappelijk    | Bulgarije – Denemarken | 3 – 1   |
| 4  | Kopenhagen | 11 oktober 1978  | EK 1980 kwalificatie | Denemarken – Bulgarije | 2 – 2   |
| 5  | Sofia      | 31 oktober 1979  | EK 1980 kwalificatie | Bulgarije – Denemarken | 3 – 0   |
| 6  | Kopenhagen | 8 juni 1984      | Vriendschappelijk    | Denemarken – Bulgarije | 1 – 1   |
| 7  | Sofia      | 9 april 1986     | Vriendschappelijk    | Bulgarije – Denemarken | 3 – 0   |
| 8  | Kopenhagen | 2 november 1988  | WK 1990 kwalificatie | Denemarken – Bulgarije | 1 – 1   |
| 9  | Sofia      | 26 april 1989    | WK 1990 kwalificatie | Bulgarije – Denemarken | 0 – 2   |
| 10 | Odense     | 9 april 1991     | Vriendschappelijk    | Denemarken – Bulgarije | 1 – 1   |
| 1  | Kopenhagen | 11 oktober 2000  | WK 2002 kwalificatie | Denemarken – Bulgarije | 1 – 1   |
| 12 | Sofia      | 5 september 2001 | WK 2002 kwalificatie | Bulgarije – Denemarken | 0 – 2   |
| 13 | Braga      | 18 juni 2004     | EK 2004              | Bulgarije – Denemarken | 0 – 2   |
| 14 | Sofia      | 12 oktober 2012  | WK 2014 kwalificatie | Bulgarije − Denemarken | 1 − 1   |
| 15 | Kopenhagen | 26 maart 2013    | WK 2014 kwalificatie | Denemarken − Bulgarije | 1 − 1   |
| 16 | Suita      | 7 juni 2016      | Vriendschappelijk    | Bulgarije − Denemarken | 0 − 4   |

## Samenvatting
| Competitie        | Totaal gespeeld | Winst Bulgarije | Gelijk | Winst Denemarken | Doelsaldo Bulgarije – Denemarken |
| ----------------- | --------------- | --------------- | ------ | ---------------- | -------------------------------- |
| WK-kwalificatie   | 6               | 0               | 4      | 2                | 4 − 8                            |
| EK-eindronde      | 1               | 0               | 0      | 1                | 0 − 2                            |
| EK-kwalificatie   | 2               | 1               | 1      | 0                | 5 − 2                            |
| Vriendschappelijk | 7               | 3               | 3      | 1                | 11 − 9                           |
| Totaal            | 16              | 4               | 8      | 4                | 20 − 21                          |

Wedstrijden bepaald door strafschoppen worden, in lijn met de FIFA, als een gelijkspel gerekend.

## Details

### Tiende ontmoeting
| Vriendschappelijk (Odense, Denemarken, 9 april 1991): |              | |
| Denemarken | 1 – 1        | Bulgarije |
| Jes Høgh 32' | goals        | 84' Petar Aleksandrov |
| Richard Møller Nielsen | bondscoach   | Ivan Vutsov |
| Troels Rasmussen Jakob Friis-Hansen Jes Høgh 46' Bjørn Kristensen John Sivebæk Jan Bartram Bjarne Goldbæk Johnny Hansen Henrik Larsen Lars Elstrup 63' Flemming Povlsen | opstellingen | Borislav Mikhailov Pavel Dochev Sasho Angelov Trifon Ivanov Ilian Kiriakov Lachezar Tanev 46' Anio Sadkov Zlatko Yankov Kiril Metkov 63' Georgi Dimitrov Petar Aleksandrov |
| Jan Heintze 46' Torben Frank 63' | wissels      | 46' Georgi Georgiev 63' Georgi Yordanov |
| - Debuut van Torben Frank (Lyngby BK) en Jes Høgh (AaB Aalborg) voor Denemarken. - Debuut van Sasho Angelov (FC Lokomotiv Gorna) voor Bulgarije.                        |              | |

### Vijftiende ontmoeting
| WK-kwalificatie (Kopenhagen, Denemarken, 26 maart 2013): |       |                       |
| Denemarken                                               | 1 – 1 | Bulgarije             |
| Daniel Agger 63' (pen.)                                  | goals | 51' Stanislav Manolev |